# Liga Nacional de Básquetbol 2025 (Chile)
La Temporada 2025 de la Liga UNO, por motivos de patrocinio Liga Chery 2025 by Cecinas Llanquihue, fue la decimoquinta de la historia de la competición chilena de básquetbol. El campeonato comenzó en enero de 2025, con un formato de todos contra todos, en partidos de ida y vuelta (manteniendo el formato del torneo del año anterior).
En el torneo anterior, que tuvo como campeón a Colegio Los Leones de Quilpué, tras vencer a Español de Osorno, solo tuvo un equipo descendido a la Liga DOS 2025 y ese fue el histórico Español de Talca, que perdió por un contundente 3-0 ante CEB Puerto Montt. El ascendido es el campeón de la Liga DOS 2024, Colo-Colo, derrotó por 3-0 a Stadio Italiano en la final, coronándose campeón invicto del torneo de ascenso.
No obstante, previo al inicio de la Copa Chile 2024 los equipos CEB Puerto Montt y Naviera Ulloa de Castro tomarán un receso de una temporada para reestructurar y recaudar los fondos necesarios para competir en Liga Nacional, mientras que Liceo Pablo Neruda decidió abandonar la competición. Por consiguiente, se determinó que Español de Talca mantenga la categoría para completar los 12 clubes participantes.
La temporada 2025 de Liga Uno culminó el 15 de junio en el quinto partido de las finales en Quilpué, en el cual la Universidad de Concepción vence a Colegio Los Leones de Quilpué por 4-1. Con este triunfo, logran su sumar su cuarto título en LNB, anteriormente se habían coronado tricampeones (2021, 2022 y 2023).

## Formato

### Arrastre de puntos
Los puntos obtenidos durante la fase zonal de la Copa Chile 2024 serán sumados a la Tabla de Posiciones General de la Liga UNO de 2025, generando una tabla inicial antes del arranque oficial de la competición.

### Temporada regular
Los clubes que participen en el torneo, jugarán una fase zonal ubicados de manera geográfica y una fase nacional que estará estructurada de la siguiente forma: primero se jugaran los partidos de ida y vuelta, de la primera rueda de la fase zonal, continuando con los partidos tanto de ida como de vuelta de la fase nacional, culminando por los juegos de ida y vuelta de la segunda rueda de la fase zonal.

### Permanencia
No hay descensos

### Play-in
Clasificarán a esta serie los clubes que ocuparon en la tabla de posiciones general de la fase regular del séptimo al décimo lugar.
Se jugará al mejor de tres (3) partidos y las parejas junto a la definición de la localía serán ordenadas en base al mejor ubicado en la tabla de posiciones general de la fase regular, de la siguiente manera:
- Pareja A: 7° y 10°
- Pareja B: 8° y 9°

Los ganadores de ambas series clasifican a cuartos de final.

### Playoffs
Cuartos de final
Clasificarán a los cuartos de final, los seis clubes mejor ubicados en la tabla de posiciones general de la fase regular, más los dos clubes clasificados de la etapa de Play-in.
Se jugará al mejor de 5 partidos y las parejas se ordenan de manera decreciente según la ubicación en la tabla de posiciones general de la fase regular de la siguiente manera:
- Pareja 1: Primero fase regular vs. Ganador de Play-In peor ubicado en la fase regular.
- Pareja 2: Segundo fase regular vs. Ganador de Play-In mejor ubicado en la fase regular.
- Pareja 3: Tercero fase regular vs. Sexto fase regular.
- Pareja 4: Cuarto fase regular vs. Quinto fase regular.

Semifinales
Clasificarán a semifinales, los cuatro clubes ganadores de cuartos de final.
Se jugará al mejor de 5 partidos y las parejas se ordenan de manera decreciente, según la ubicación en la tabla de posiciones general de la fase regular formándose dos parejas:
- Semifinal 1: Ganador mejor ubicado en la tabla de posiciones general de la fase regular. vs. Ganador peor ubicado en la tabla de posiciones general de la fase regular.

- Semifinal 2: Ganador segundo mejor ubicado en la tabla de posiciones de la fase regular. vs. Ganador tercer ubicado en la tabla de posiciones de la fase regular.

Los ganadores de cada serie clasifican para disputar la gran final de Liga UNO 2025.
Finales
Clasificarán a la gran final de Liga UNO 2025, los dos clubes ganadores de semifinales.
Se jugará al mejor de 7 partidos y las parejas se ordenan de manera decreciente, según la ubicación en la tabla de posiciones general de la fase regular:
- Mejor ubicado en la tabla de posiciones general de la fase regular. vs. Segundo mejor ubicado en la tabla de posiciones de la fase regular.

## Relevos
| Pos.        | Equipo ascendido de la Liga DOS 2024 |
| ----------- | ------------------------------------ |
| 1°          | Colo-Colo                            |
| Reintegrado | Español de Talca                     |

| Pos.   | Equipo descendido de la Liga UNO 2024 |
| ------ | ------------------------------------- |
| Receso | CEB Puerto Montt                      |
| Receso | Naviera de Ulloa de Castro            |
| Retiro | Liceo Pablo Neruda                    |

## Equipos participantes

### Ubicación
|  |

| Equipo                    | Región        | Comuna o ciudad        |
| ------------------------- | ------------- | ---------------------- |
| Colegio Los Leones        | Valparaíso    | Quilpué                |
| Sportiva Italiana         | Valparaíso    | Valparaíso             |
| Colo-Colo                 | Metropolitana | Santiago (Macul)       |
| Municipal Puente Alto     | Metropolitana | Santiago (Puente Alto) |
| Universidad Católica      | Metropolitana | Santiago (Las Condes)  |
| Español de Talca          | Maule         | Talca                  |
| Universidad de Concepción | Biobío        | Concepción             |
| CD Las Ánimas             | Los Ríos      | Valdivia               |
| CD Valdivia               | Los Ríos      | Valdivia               |
| Español de Osorno         | Los Lagos     | Osorno                 |
| Puerto Varas Basket       | Los Lagos     | Puerto Varas           |
| ABA Ancud                 | Los Lagos     | Ancud                  |

| Municipal Puente Alto Colo-Colo Universidad Católica \| \| |
|                                                            |

|  |

## Información
| Equipo                    | Ciudad                 | Entrenador           | Gimnasio                               | Capacidad | Proveedor  | Auspiciador            |
| ------------------------- | ---------------------- | -------------------- | -------------------------------------- | --------- | ---------- | ---------------------- |
| ABA Ancud                 | Ancud                  | Cipriano Núñez       | Gimnasio Fiscal de Ancud               | 2.500     | Playoff    | Angelmó                |
| CD Valdivia               | Valdivia               | Juan Manuel Jápez    | Coliseo Municipal Antonio Azurmendy    | 5.000     | Live PRO   | Rojabet                |
| Colegio Los Leones        | Quilpué                | José Ángel Samaniego | Gimnasio Colegio Los Leones            | 800       | Zeus Sport | Knop Laboratorios      |
| Colo-Colo                 | Santiago (Macul)       | Ernesto Menchaca     | Centro Entrenamiento Olímpico de Ñuñoa | 3.000     | Macron     | Clínica Meds           |
| Coolbet Español de Osorno | Osorno                 | Jorge Luis Álvarez   | Gimnasio Monumental María Gallardo     | 5.500     | Playoff    | Coolbet                |
| Español de Talca          | Talca                  | Héctor Vera Alfaro   | Gimnasio Cendyr Sur                    | 1.500     | Masitri    | PF                     |
| Las Ánimas de Valdivia    | Valdivia               | Carlos Zúñiga        | Coliseo Antonio Azurmendy              | 5.000     | Playoff    | Transportes Betancourt |
| Municipal Puente Alto     | Santiago (Puente Alto) | Cristián Santander   | Gimnasio Municipal Irene Velásquez     | 3.000     | Playoff    | CMPC                   |
| Puerto Varas Basket       | Puerto Varas           | Damián Gamarra       | Gimnasio Fiscal de Puerto Varas        | 1.300     | Evensport  | Cecinas Llanquihue     |
| Sportiva Italiana         | Valparaíso             | Gianluca Pozo        | Fortín Prat                            | 3.000     | Playoff    | UVM                    |
| Universidad Católica      | Santiago (Las Condes)  | Bernardo Murphy      | Edificio de Deportes UC                | 1.500     | Playmaker  | CMPC                   |
| Universidad de Concepción | Concepción             | Santiago Gómez       | Casa del Deporte                       | 2.000     | Macron     | Mundo                  |

## Entrenadores
| Equipo                    | Entrenador saliente | Duración     | Posición en la tabla | Entrenador entrante |
| ------------------------- | ------------------- | ------------ | -------------------- | ------------------- |
| Español de Talca          | Pablo Gatica        | Pretemporada | Pretemporada         | Héctor Vera Alfaro  |
| Universidad de Concepción | Cipriano Núñez      | Pretemporada | Pretemporada         | Santiago Gómez      |
| Las Ánimas de Valdivia    | Jorge Luis Álvarez  | Pretemporada | Pretemporada         | Carlos Zúñiga       |
| CD Valdivia               | Gabriel Schamberger | Pretemporada | Pretemporada         | Ricardo Oliveira    |
| Español de Osorno         | Rodrigo Isbej       | Pretemporada | Pretemporada         | Jorge Luis Álvarez  |
| ABA Ancud                 | José Luis Pisani    | Pretemporada | Pretemporada         | Cipriano Núñez      |
| CD Valdivia               | Rodrigo Oliveira    | Copa Chile   | 12° (0-10)           | Juan Manuel Jápez   |
| Municipal Puente Alto     | Pablo Ares          | Copa Chile   | 2° (8-2)             | Cristián Santander  |

## Extranjeros
Todos los equipos pueden registrar como 2 jugadores extranjeros. Durante el transcurso de la competición pueden realizar hasta 5 cambios de jugador. En cursiva los jugadores extranjeros que continúan en planilla en sus respectivos clubes.
| Equipo                    | Jugador 1          | Jugador 2                   | Cambio 1                    | Cambio 2          | Cambio 3        | Cambio 4             |
| ------------------------- | ------------------ | --------------------------- | --------------------------- | ----------------- | --------------- | -------------------- |
| ABA Ancud                 | Richard Granberry  | Richard Amardi              | Derrick Woods               | Álvaro Peña       | Devin Evans     |                      |
| CD Valdivia               | Dishon Lowery      | A.J. Cheeseman              | Devin Thomas                |                   |                 |                      |
| Colegio Los Leones        | Roquez Johnson     | Jerry Evans (2)             | Jerry Evans (1)             | Martín Trelles    |                 |                      |
| Colo-Colo                 | Dennis McKinney    | Jalen Jenkins (2)           | Domonta Wright              | Jalen Jenkins (1) | Alejo Britos    |                      |
| Español de Osorno         | Jeremy Mclaughlin  | Bryce Beamer                | Jaron Williams              | Yahota Rasas      | DeAndre Daniels | Juan Carlos Cárdenas |
| Español de Talca          | Rodney Rubin Simon | Alejo Montes                | Kik Johnte Houston          | Bradlee Lewis     | Kam Rowan       |                      |
| Las Ánimas de Valdivia    | Rashad Hassan      | Alphonso Anderson           | Shawn Foxbrennen            |                   |                 |                      |
| Municipal Puente Alto     | Jonathan Ocasio    | Justin Strings              |                             |                   |                 |                      |
| Puerto Varas Basket       | Andrew Corum       | Joshua Morris               |                             |                   |                 |                      |
| Sportiva Italiana         | Wesley Alcegaire   | Emmanuel Payton-Clottey (2) | Emmanuel Payton-Clottey (1) | Devante Wallace   |                 |                      |
| Universidad Católica      | Randy Rickard      | Pedro Leopoldino            |                             |                   |                 |                      |
| Universidad de Concepción | Stephen Maxwell    | Zoran Talley Jr.            | Philip Henry                | Jarrid Rhodes     |                 |                      |

## Tabla de posiciones
Clave: PJ: Partidos jugados; PG: Partidos ganados; PP: Partidos Perdidos; AF: Puntos a Favor; EC: Puntos en Contra; DIF: Diferencia de puntos; PCC: Puntos Copa Chile 2024; PL1; Puntos Liga UNO 2025; PTOS: Total de Puntos.
- Actualizado el 13 de abril de 2025. Fuente:[5]

| Pos | Equipo                    | PJ | PG | PP | AF   | EC   | DIF  | PCC | PL1 | PTOS |
| --- | ------------------------- | -- | -- | -- | ---- | ---- | ---- | --- | --- | ---- |
| 1   | Universidad de Concepción | 32 | 26 | 6  | 2861 | 2379 | 482  | 20  | 58  | 78   |
| 2   | Colegio Los Leones        | 32 | 28 | 4  | 2606 | 2208 | 398  | 17  | 60  | 77   |
| 3   | Puerto Varas Basket       | 32 | 22 | 10 | 2584 | 2455 | 129  | 16  | 54  | 70   |
| 4   | Sportiva Italiana         | 32 | 19 | 13 | 2763 | 2630 | 133  | 16  | 51  | 67   |
| 5   | Coolbet Español de Osorno | 32 | 21 | 11 | 2484 | 2273 | 211  | 15  | 52  | 67   |
| 6   | Municipal Puente Alto     | 32 | 14 | 18 | 2583 | 2571 | 12   | 18  | 46  | 64   |
| 7   | ABA Ancud                 | 32 | 15 | 17 | 2564 | 2525 | 39   | 16  | 47  | 63   |
| 8   | Colo-Colo                 | 32 | 15 | 17 | 2480 | 2523 | -43  | 15  | 47  | 62   |
| 9   | Las Ánimas                | 32 | 14 | 18 | 2496 | 2688 | -192 | 13  | 46  | 59   |
| 10  | Universidad Católica      | 32 | 9  | 23 | 2081 | 2384 | -303 | 13  | 41  | 54   |
| 11  | CD Valdivia               | 32 | 6  | 26 | 2258 | 2555 | -297 | 10  | 38  | 48   |
| 12  | Español de Talca          | 32 | 3  | 29 | 2166 | 2735 | -569 | 11  | 35  | 46   |

     Clasificados a play-offs.
     Clasificados a play-in.
1. ↑  Sancionado con derrota 20-0 por desperfectos en el Gimnasio. No suma punto por derrota en dicho partido del 19 de enero de la semana 2 versus Universidad de Concepción.

## Resultados
| Basket UC         | 68-78  | Colo-Colo                 | Edificio Deportes CD UC | 8 de enero  | 21:30 |
| UdeC              | 103-77 | CD Valdivia               | Casa del Deporte        | 9 de enero  | 19:30 |
| ABA Ancud         | 88-83  | Coolbet Español de Osorno | Luis Caco Suárez        | 9 de enero  | 20:30 |
| Puerto Varas      | 78-67  | Las Ánimas                | Fiscal Puerto Varas     | 9 de enero  | 21:00 |
| Sportiva Italiana | 86-56  | Basket UC                 | Fortín Prat             | 10 de enero | 20:00 |
| Puente Alto       | 100-78 | Español de Talca          | Irene Velásquez         | 10 de enero | 20:30 |
| CD Valdivia       | 73-71  | ABA Ancud                 | Antonio Azurmendy       | 10 de enero | 20:30 |
| UdeC              | 77-78  | Puerto Varas              | Casa del Deporte        | 11 de enero | 19:30 |
| Las Ánimas        | 74-76  | Coolbet Español de Osorno | Antonio Azurmendy       | 11 de enero | 20:30 |
| Español de Talca  | 75-90  | Sportiva Italiana         | Cendyr Sur              | 12 de enero | 19:00 |

| ABA Ancud                 | 92-79  | Puerto Varas              | Luis Caco Suárez        | 15 de enero | 19:30 |
| Basket UC                 | 73-60  | Español de Talca          | Edificio Deportes CD UC | 15 de enero | 20:00 |
| Colo-Colo                 | 63-49  | Municipal Puente Alto     | CEO 2                   | 15 de enero | 20:30 |
| UdeC                      | 97-77  | Las Ánimas                | Casa del Deporte        | 15 de enero | 20:30 |
| CD Valdivia               | 60-63  | Coolbet Español de Osorno | Antonio Azurmendy       | 16 de enero | 20:30 |
| Sportiva Italiana         | 100-85 | Colo-Colo                 | Arlegui                 | 17 de enero | 20:00 |
| Español de Talca          | 54-86  | Colegio Los Leones        | Manuel Herrera          | 17 de enero | 20:00 |
| CD Valdivia               | 85-78  | Las Ánimas                | Antonio Azurmendy       | 17 de enero | 20:30 |
| Puente Alto               | 85-68  | Basket UC                 | Irene Velásquez         | 17 de enero | 20:30 |
| Coolbet Español de Osorno | 98-80  | Puerto Varas              | María Gallardo          | 17 de enero | 21:00 |
| ABA Ancud                 | 62-104 | UdeC                      | Luis Caco Suárez        | 18 de enero | 20:30 |
| Las Ánimas                | 82-88  | ABA Ancud                 | Antonio Azurmendy       | 19 de enero | 19:00 |
| Coolbet Español de Osorno | 0-20   | UdeC                      | María Gallardo          | 19 de enero | 20:00 |
| Colo-Colo                 | 70-66  | Español de Talca          | CEO 2                   | 19 de enero | 20:00 |
| Puente Alto               | 75-95  | Sportiva Italiana         | Irene Velásquez         | 19 de enero | 20:30 |
| Colegio Los Leones        | 66-49  | Basket UC                 | Colegio Los Leones      | 19 de enero | 20:30 |
| Puerto Varas              | 67-57  | CD Valdivia               | Fiscal Puerto Varas     | 19 de enero | 21:00 |

| Colegio Los Leones        | 97-85  | Colo-Colo          | Colegio Los Leones      | 22 de enero | 20:30 |
| Español de Talca          | 65-78  | Puente Alto        | Manuel Herrera          | 23 de enero | 20:00 |
| Basket UC                 | 78-75  | Sportiva Italiana  | Edificio Deportes CD UC | 23 de enero | 20:30 |
| Las Ánimas                | 90-85  | Puerto Varas       | Las Ánimas              | 23 de enero | 20:30 |
| CD Valdivia               | 72-84  | UdeC               | Antonio Azurmendy       | 24 de enero | 20:30 |
| Colo-Colo                 | 62-65  | Basket UC          | CEO 2                   | 24 de enero | 20:30 |
| Coolbet Español de Osorno | 104-64 | ABA Ancud          | María Gallardo          | 24 de enero | 21:00 |
| Sportiva Italiana         | 99-80  | Español de Talca   | Fortín Prat             | 25 de enero | 20:00 |
| Puente Alto               | 82-99  | Colegio Los Leones | Irene Velásquez         | 25 de enero | 20:30 |
| Puerto Varas              | 90-84  | UdeC               | Fiscal Puerto Varas     | 25 de enero | 21:00 |
| Coolbet Español de Osorno | 99-65  | Las Ánimas         | María Gallardo          | 26 de enero | 19:30 |
| Colo-Colo                 | 94-74  | Colegio Los Leones | CEO 2                   | 26 de enero | 20:30 |
| ABA Ancud                 | 77-66  | CD Valdivia        | Luis Caco Suárez        | 26 de enero | 20:30 |

| Puente Alto               | 87-90  | Colo-Colo                 | Irene Velásquez         | 29 de enero  | 19:30 |
| Las Ánimas                | 82-96  | UdeC                      | Antonio Azurmendy       | 29 de enero  | 19:30 |
| Español de Talca          | 63-51  | Basket UC                 | Manuel Herrera          | 29 de enero  | 20:00 |
| Coolbet Español de Osorno | 85-57  | CD Valdivia               | María Gallardo          | 29 de enero  | 20:30 |
| Colegio Los Leones        | 76-64  | Sportiva Italiana         | Colegio Los Leones      | 29 de enero  | 20:30 |
| Puerto Varas              | 72-65  | ABA Ancud                 | Fiscal de Puerto Varas  | 29 de enero  | 21:00 |
| Las Ánimas                | 66-64  | CD Valdivia               | Antonio Azurmendy       | 30 de enero  | 20:30 |
| Colo-Colo                 | 90-103 | Sportiva Italiana         | CEO 2                   | 31 de enero  | 20:30 |
| UdeC                      | 84-75  | ABA Ancud                 | Casa del Deporte        | 31 de enero  | 20:30 |
| Colegio Los Leones        | 81-59  | Español de Talca          | Colegio Los Leones      | 31 de enero  | 20:30 |
| Puerto Varas              | 80-84  | Coolbet Español de Osorno | Fiscal de Puerto Varas  | 31 de enero  | 21:00 |
| Basket UC                 | 49-62  | Puente Alto               | Edificio Deportes CD UC | 1 de febrero | 20:30 |
| Basket UC                 | 68-73  | Colegio Los Leones        | Edificio Deportes CD UC | 2 de febrero | 18:00 |
| CD Valdivia               | 63-66  | Puerto Varas              | Antonio Azurmendy       | 2 de febrero | 19:30 |
| Sportiva Italiana         | 97-98  | Puente Alto               | Fortín Prat             | 2 de febrero | 20:00 |
| ABA Ancud                 | 72-52  | Las Ánimas                | Luis Caco Suárez        | 2 de febrero | 20:00 |
| UdeC                      | 98-93  | Coolbet Español de Osorno | Casa del Deporte        | 2 de febrero | 20:30 |
| Español de Talca          | 57-90  | Colo-Colo                 | Manuel Herrera          | 2 de febrero | 20:30 |

| Coolbet Español de Osorno | 78-69  | ABA Ancud                 | María Gallardo          | 5 de febrero  | 20:30 |
| Puerto Varas              | 91-79  | Las Ánimas                | Fiscal de Puerto Varas  | 6 de febrero  | 20:00 |
| UdeC                      | 99-78  | CD Valdivia               | Casa del Deporte        | 6 de febrero  | 20:30 |
| Sportiva Italiana         | 100-73 | Basket UC                 | Fortín Prat             | 7 de febrero  | 19:30 |
| Puente Alto               | 80-69  | Español de Talca          | Irene Velásquez         | 7 de febrero  | 20:00 |
| Las Ánimas                | 80-71  | Coolbet Español de Osorno | Antonio Azurmendy       | 7 de febrero  | 20:00 |
| UdeC                      | 80-71  | Puerto Varas              | Casa del Deporte        | 08 de febrero | 19:00 |
| CD Valdivia               | 52-62  | ABA Ancud                 | Antonio Azurmendy       | 08 de febrero | 20:00 |
| Español de Talca          | 74-77  | Sportiva Italiana         | Manuel Herrera          | 9 de febrero  | 19:30 |
| Colegio Los Leones        | 70-61  | Puente Alto               | Colegio Los Leones      | 9 de febrero  | 20:00 |
| Basket UC                 | 77-63  | Colo-Colo                 | Edificio Deportes CD UC | 9 de febrero  | 20:30 |
| Colegio Los Leones        | 85-79  | Puente Alto               | Colegio Los Leones      | 11 de febrero | 20:30 |

| Sportiva Italiana         | 74-81   | Colegio Los Leones | Fortín Prat             | 26 de febrero | 19:30 |
| ABA Ancud                 | 74-81   | Puerto Varas       | Luis Caco Suárez        | 26 de febrero | 20:00 |
| Basket UC                 | 72-66   | Español de Talca   | Edificio Deportes CD UC | 26 de febrero | 20:00 |
| Coolbet Español de Osorno | 86-81   | CD Valdivia        | María Gallardo          | 26 de febrero | 20:30 |
| UdeC                      | 110-101 | Las Ánimas         | Casa del Deporte        | 26 de febrero | 20:30 |
| Colo-Colo                 | 75-87   | Puente Alto        | CEO 2                   | 26 de febrero | 20:30 |
| Puente Alto               | 81-56   | Basket UC          | Irene Velásquez         | 27 de febrero | 20:30 |
| CD Valdivia               | 65-70   | Las Ánimas         | Antonio Azurmendy       | 28 de febrero | 20:00 |
| Español de Talca          | 58-88   | Colegio Los Leones | Manuel Herrera          | 28 de febrero | 20:00 |
| Sportiva Italiana         | 93-84   | Colo-Colo          | Fortín Prat             | 28 de febrero | 20:30 |
| Coolbet Español de Osorno | 90-78   | Puerto Varas       | María Gallardo          | 28 de febrero | 21:00 |
| ABA Ancud                 | 90-94   | UdeC               | Luis Caco Suárez        | 1 de marzo    | 20:30 |
| Las Ánimas                | 83-95   | ABA Ancud          | Antonio Azurmendy       | 2 de marzo    | 19:30 |
| Puente Alto               | 94-95   | Sportiva Italiana  | Irene Velásquez         | 2 de marzo    | 19:30 |
| Colo-Colo                 | 83-64   | Español de Talca   | CEO 2                   | 2 de marzo    | 20:00 |
| Puerto Varas              | 83-74   | CD Valdivia        | Fiscal de Puerto Varas  | 2 de marzo    | 20:00 |
| Coolbet Español de Osorno | 81-61   | UdeC               | María Gallardo          | 2 de marzo    | 20:30 |
| Colegio Los Leones        | 84-60   | Basket UC          | Colegio Los Leones      | 2 de marzo    | 20:30 |

| Sportiva Italiana         | 87-86  | ABA Ancud        | Fortín Prat             | 6 de marzo | 19:30 |
| UdeC                      | 104-81 | Puente Alto      | Casa del Deporte        | 6 de marzo | 19:30 |
| Coolbet Español de Osorno | 101-68 | Español de Talca | María Gallardo          | 6 de marzo | 20:00 |
| Colegio Los Leones        | 89-56  | Puerto Varas     | Colegio Los Leones      | 6 de marzo | 20:00 |
| Basket UC                 | 75-70  | CD Valdivia      | Edificio Deportes CD UC | 6 de marzo | 20:30 |
| Las Ánimas                | 75-77  | Colo-Colo        | Antonio Azurmendy       | 6 de marzo | 20:30 |
| Basket UC                 | 70-75  | ABA Ancud        | Edificio Deportes CD UC | 7 de marzo | 20:30 |
| Coolbet Español de Osorno | 87-71  | Colo-Colo        | María Gallardo          | 8 de marzo | 19:30 |
| Sportiva Italiana         | 98-91  | Puerto Varas     | Fortín Prat             | 8 de marzo | 19:30 |
| Las Ánimas                | 87-86  | Puente Alto      | Antonio Azurmendy       | 8 de marzo | 20:00 |
| UdeC                      | 106-51 | Español de Talca | Casa del Deporte        | 8 de marzo | 20:30 |
| Colegio Los Leones        | 92-64  | CD Valdivia      | Colegio Los Leones      | 8 de marzo | 20:30 |
| Las Ánimas                | 78-63  | Español de Talca | Antonio Azurmendy       | 9 de marzo | 19:30 |
| Sportiva Italiana         | 99-97  | CD Valdivia      | Fortín Prat             | 9 de marzo | 19:30 |
| Basket UC                 | 47-98  | Puerto Varas     | Edificio Deportes CD UC | 9 de marzo | 20:00 |
| UdeC                      | 103-57 | Colo-Colo        | Casa del Deporte        | 9 de marzo | 20:00 |
| Colegio Los Leones        | 85-64  | ABA Ancud        | Colegio Los Leones      | 9 de marzo | 20:30 |
| Coolbet Español de Osorno | 83-79  | Puente Alto      | María Gallardo          | 9 de marzo | 20:30 |

| Español de Talca | 69-87  | Coolbet Español de Osorno | Manuel Herrera         | 13 de marzo | 19:30 |
| ABA Ancud        | 84-80  | Sportiva Italiana         | Luis Caco Suárez       | 13 de marzo | 20:00 |
| Colo-Colo        | 76-90  | Las Ánimas                | CEO 2                  | 13 de marzo | 20:00 |
| Puente Alto      | 82-114 | UdeC                      | Irene Velásquez        | 13 de marzo | 20:30 |
| CD Valdivia      | 79-66  | Basket UC                 | Antonio Azurmendy      | 13 de marzo | 20:30 |
| Puerto Varas     | 78-64  | Colegio Los Leones        | Fiscal de Puerto Varas | 13 de marzo | 21:00 |
| Colo-Colo        | 68-62  | Coolbet Español de Osorno | CEO 2                  | 14 de marzo | 20:30 |
| ABA Ancud        | 64-66  | Basket UC                 | Luis Caco Suárez       | 15 de marzo | 19:30 |
| Puerto Varas     | 88-81  | Sportiva Italiana         | Fiscal de Puerto Varas | 15 de marzo | 20:00 |
| Español de Talca | 65-104 | UdeC                      | Manuel Herrera         | 15 de marzo | 20:00 |
| Puente Alto      | 97-58  | Las Ánimas                | Irene Velásquez        | 15 de marzo | 20:30 |
| CD Valdivia      | 63-70  | Colegio Los Leones        | Antonio Azurmendy      | 15 de marzo | 20:30 |
| Puerto Varas     | 67-49  | Basket UC                 | Fiscal de Puerto Varas | 16 de marzo | 19:00 |
| Español de Talca | 78-84  | Las Ánimas                | Manuel Herrera         | 16 de marzo | 19:30 |
| CD Valdivia      | 94-88  | Sportiva Italiana         | Antonio Azurmendy      | 16 de marzo | 19:30 |
| ABA Ancud        | 76-84  | Colegio Los Leones        | Luis Caco Suárez       | 16 de marzo | 20:00 |
| Puente Alto      | 83-66  | Coolbet Español de Osorno | Irene Velásquez        | 16 de marzo | 20:00 |
| Colo-Colo        | 79-82  | UdeC                      | CEO 2                  | 16 de marzo | 20:30 |

| Jornada Recuperativa | Jornada Recuperativa | Jornada Recuperativa | Jornada Recuperativa | Jornada Recuperativa | Jornada Recuperativa |
| Local                | Resultado            | Visita               | Gimnasio             | Fecha                | Hora                 |
| -------------------- | -------------------- | -------------------- | -------------------- | -------------------- | -------------------- |
| Sportiva Italiana    | 84-90                | Colegio Los leones   | Fortín Prat          | 18 de marzo          | 20:00                |

| Semana 9                  | Semana 9  | Semana 9                  | Semana 9                | Semana 9    | Semana 9 |
| Local                     | Resultado | Visita                    | Gimnasio                | Fecha       | Hora     |
| ------------------------- | --------- | ------------------------- | ----------------------- | ----------- | -------- |
| Basket UC                 | 86-66     | Sportiva Italiana         | Edificio Deportes CD UC | 20 de marzo | 19:30    |
| Las Ánimas                | 71-83     | Puerto Varas              | Las Ánimas              | 20 de marzo | 19:45    |
| Colegio Los Leones        | 81-79     | Colo-Colo                 | Colegio Los Leones      | 20 de marzo | 20:00    |
| Español de Talca          | 83-78     | Puente Alto               | Manuel Herrera          | 20 de marzo | 20:30    |
| ABA Ancud                 | 67-70     | Coolbet Español de Osorno | Luis Caco Suárez        | 21 de marzo | 20:00    |
| CD Valdivia               | 88-79     | UdeC                      | Antonio Azurmendy       | 21 de marzo | 20:30    |
| Colo-Colo                 | 67-58     | Basket UC                 | CEO 2                   | 22 de marzo | 19:30    |
| Puente Alto               | 66-85     | Colegio Los Leones        | Irene Velásquez         | 22 de marzo | 20:00    |
| Puerto Varas              | 84-85     | UdeC                      | Fiscal de Puerto Varas  | 22 de marzo | 20:30    |
| Sportiva Italiana         | 99-72     | Español de Talca          | Fortín Prat             | 22 de marzo | 20:30    |
| Coolbet Español de Osorno | 80-86     | Las Ánimas                | María Gallardo          | 23 de marzo | 20:00    |
| Colo-Colo                 | 73-81     | Colegio Los Leones        | CEO 2                   | 23 de marzo | 20:30    |
| ABA Ancud                 | 87-70     | CD Valdivia               | Luis Caco Suárez        | 23 de marzo | 20:30    |

| Semana 10          | Semana 10 | Semana 10                 | Semana 10               | Semana 10   | Semana 10 |
| Local              | Resultado | Visita                    | Gimnasio                | Fecha       | Hora      |
| ------------------ | --------- | ------------------------- | ----------------------- | ----------- | --------- |
| CD Valdivia        | 66-94     | Coolbet Español de Osorno | Antonio Azurmendy       | 26 de marzo | 20:00     |
| Español de Talca   | 58-69     | Basket UC                 | Manuel Herrera          | 27 de marzo | 19:30     |
| Las Ánimas         | 80-114    | UdeC                      | Antonio Azurmendy       | 27 de marzo | 20:00     |
| Colegio Los Leones | 77-64     | Sportiva Italiana         | Colegio Los Leones      | 27 de marzo | 20:00     |
| Puente Alto        | 97-77     | Colo-Colo                 | Irene Velásquez         | 27 de marzo | 20:30     |
| Puerto Varas       | 104-102   | ABA Ancud                 | Fiscal de Puerto Varas  | 27 de marzo | 21:00     |
| Puerto Varas       | 53-66     | Coolbet Español de Osorno | Fiscal de Puerto Varas  | 28 de marzo | 20:00     |
| Las Ánimas         | 74-61     | CD Valdivia               | Antonio Azurmendy       | 28 de marzo | 20:30     |
| Colo-Colo          | 85-82     | Sportiva Italiana         | CEO 2                   | 29 de marzo | 19:30     |
| Colegio Los Leones | 92-62     | Español de Talca          | Colegio Los Leones      | 29 de marzo | 20:00     |
| Basket UC          | 72-79     | Puente Alto               | Edificio Deportes CD UC | 29 de marzo | 20:30     |
| UdeC               | 99-86     | ABA Ancud                 | Casa del Deporte        | 29 de marzo | 20:30     |
| ABA Ancud          | 96-104    | Las Ánimas                | Luis Caco Suárez        | 30 de marzo | 19:30     |
| Sportiva Italiana  | 84-63     | Puente Alto               | Fortín Prat             | 30 de marzo | 19:30     |
| Español de Talca   | 87-103    | Colo-Colo                 | Manuel Herrera          | 30 de marzo | 20:00     |
| CD Valdivia        | 65-82     | Puerto Varas              | Antonio Azurmendy       | 30 de marzo | 20:00     |
| Basket UC          | 71-80     | Colegio Los Leones        | Edificio Deportes CD UC | 30 de marzo | 20:30     |
| UdeC               | 74-70     | Coolbet Español de Osorno | Casa del Deporte        | 30 de marzo | 20:30     |

| Semana 11                 | Semana 11 | Semana 11          | Semana 11         | Semana 11  | Semana 11 |
| Local                     | Resultado | Visita             | Gimnasio          | Fecha      | Hora      |
| ------------------------- | --------- | ------------------ | ----------------- | ---------- | --------- |
| Colo-Colo                 | 80-97     | Puerto Varas       | CEO 2             | 3 de abril | 19:30     |
| Las Ánimas                | 80-94     | Sportiva Italiana  | Antonio Azurmendy | 3 de abril | 20:00     |
| Coolbet Español de Osorno | 70-65     | Basket UC          | María Gallardo    | 3 de abril | 20:00     |
| Puente Alto               | 77-97     | ABA Ancud          | Irene Velásquez   | 3 de abril | 20:00     |
| UdeC                      | 77-73     | Colegio Los Leones | Casa del Deporte  | 3 de abril | 20:30     |
| Español de Talca          | 95-84     | CD Valdivia        | Manuel Herrera    | 3 de abril | 20:30     |
| Puente Alto               | 75-80     | Puerto Varas       | Irene Velásquez   | 4 de abril | 20:30     |
| Español de Talca          | 64-99     | ABA Ancud          | Manuel Herrera    | 5 de abril | 19:30     |
| Coolbet Español de Osorno | 72-77     | Sportiva Italiana  | María Gallardo    | 5 de abril | 19:30     |
| Las Ánimas                | 86-95     | Colegio Los Leones | Antonio Azurmendy | 5 de abril | 20:00     |
| UdeC                      | 92-45     | Basket UC          | Casa del Deporte  | 5 de abril | 20:30     |
| Colo-Colo                 | 85-42     | CD Valdivia        | CEO 2             | 5 de abril | 20:30     |
| Coolbet Español de Osorno | 64-67     | Colegio Los Leones | María Gallardo    | 6 de abril | 19:30     |
| Las Ánimas                | 82-73     | Basket UC          | Antonio Azurmendy | 6 de abril | 19:30     |
| UdeC                      | 95-70     | Sportiva Italiana  | Casa del Deporte  | 6 de abril | 20:00     |
| Puente Alto               | 101-75    | CD Valdivia        | Irene Velásquez   | 6 de abril | 20:00     |
| Español de Talca          | 72-77     | Puerto Varas       | Manuel Herrera    | 6 de abril | 20:30     |
| Colo-Colo                 | 83-79     | ABA Ancud          | CEO 2             | 6 de abril | 20:30     |

| Semana 12          | Semana 12 | Semana 12                 | Semana 12               | Semana 12   | Semana 12 |
| Local              | Resultado | Visita                    | Gimnasio                | Fecha       | Hora      |
| ------------------ | --------- | ------------------------- | ----------------------- | ----------- | --------- |
| Sportiva Italiana  | 77-85     | Las Ánimas                | Fortín Prat             | 10 de abril | 19:30     |
| CD Valdivia        | 82-66     | Español Talca             | Antonio Azurmendy       | 10 de abril | 20:00     |
| Basket UC          | 62-68     | Coolbet Español de Osorno | Edificio Deportes CD UC | 10 de abril | 20:00     |
| ABA Ancud          | 90-77     | Puente Alto               | Fiscal Luis Caco Suárez | 10 de abril | 20:30     |
| Colegio Los Leones | 77-65     | UdeC                      | Colegio Los Leones      | 10 de abril | 20:30     |
| Puerto Varas       | 86-79     | Colo-Colo                 | Fiscal de Puerto Varas  | 10 de abril | 21:00     |
| Sportiva Italiana  | 90-74     | Coolbet Español de Osorno | Fortín Prat             | 11 de abril | 19:30     |
| Colegio Los Leones | 91-50     | Las Ánimas                | Colegio Los Leones      | 11 de abril | 20:00     |
| Basket UC          | 69-85     | UdeC                      | Edificio Deportes CD UC | 11 de abril | 20:30     |
| ABA Ancud          | 84-55     | Español Talca             | Fiscal Luis Caco Suárez | 12 de abril | 19:30     |
| Puerto Varas       | 91-88     | Puente Alto               | Fiscal de Puerto Varas  | 12 de abril | 20:00     |
| CD Valdivia        | 63-66     | Colo-Colo                 | Antonio Azurmendy       | 12 de abril | 20:30     |
| Puerto Varas       | 90-70     | Español Talca             | Fiscal de Puerto Varas  | 13 de abril | 19:00     |
| CD Valdivia        | 71-76     | Puente Alto               | Antonio Azurmendy       | 13 de abril | 19:30     |
| Sportiva Italiana  | 95-92     | UdeC                      | Fortín Prat             | 13 de abril | 19:30     |
| Basket UC          | 75-80     | Las Ánimas                | Edificio Deportes CD UC | 13 de abril | 20:00     |
| ABA Ancud          | 84-63     | Colo-Colo                 | Fiscal Luis Caco Suárez | 13 de abril | 20:30     |
| Colegio Los Leones | 73-79     | Coolbet Español de Osorno | Colegio Los Leones      | 13 de abril | 20:30     |

## Cuadro de enfrentamientos
|  | Play-in | Play-in              | Play-in                   |                       |   | Cuartos de final   | Cuartos de final | Cuartos de final    |   |   | Semifinales               | Semifinales | Semifinales               |   |  | Final | Final | Final |  |
|  |         |                      |                           |                       |   |                    |                  |                     |   |   |                           |             |                           |   |  |       |       |       |  |
|  |         |                      |                           |                       |   |                    |                  |                     |   |   |                           |             |                           |   |  |       |       |       |  |
|  |         |                      |                           |                       |   |                    |                  |                     |   |   |                           |             |                           |   |  |       |       |       |  |
|  |         |                      |                           |                       |   |                    |                  |                     |   |   |                           |             |                           |   |  |       |       |       |  |
|  |         |                      |                           |                       |   |                    |                  |                     |   |   |                           |             |                           |   |  |       |       |       |  |
|  |         | 1                    | Universidad de Concepción | 3                     |   |                    |                  |                     |   |   |                           |             |                           |   |  |       |       |       |  |
|  |         |                      |                           | 3                     |   |                    |                  |                     |   |   |                           |             |                           |   |  |       |       |       |  |
|  |         |                      | 8                         | Colo-Colo             | 1 |                    |                  |                     |   |   |                           |             |                           |   |  |       |       |       |  |
|  | 8       | Colo-Colo            | 8                         | Colo-Colo             | 1 | 2                  |                  |                     |   |   |                           |             |                           |   |  |       |       |       |  |
|  | 8       | Colo-Colo            |                           |                       |   |                    |                  |                     |   |   |                           |             |                           |   |  |       |       |       |  |
|  | 9       | Las Ánimas           | 1                         |                       |   |                    |                  |                     |   |   |                           |             |                           |   |  |       |       |       |  |
|  | 9       | Las Ánimas           | 1                         |                       |   |                    |                  |                     |   | 1 | Universidad de Concepción | 3           |                           |   |  |       |       |       |  |
|  |         |                      |                           |                       |   |                    |                  |                     |   | 1 | Universidad de Concepción | 3           |                           |   |  |       |       |       |  |
|  |         |                      | 5                         | Español de Osorno     | 1 |                    |                  |                     |   |   |                           |             |                           |   |  |       |       |       |  |
|  |         |                      | 5                         | Español de Osorno     | 1 |                    |                  |                     |   |   |                           |             |                           |   |  |       |       |       |  |
|  |         |                      |                           |                       |   |                    |                  |                     |   |   |                           |             |                           |   |  |       |       |       |  |
|  |         |                      |                           |                       |   |                    |                  |                     |   |   |                           |             |                           |   |  |       |       |       |  |
|  |         | 4                    | Sportiva Italiana         | 1                     |   |                    |                  |                     |   |   |                           |             |                           |   |  |       |       |       |  |
|  |         |                      |                           | 1                     |   |                    |                  |                     |   |   |                           |             |                           |   |  |       |       |       |  |
|  |         |                      | 5                         | Español de Osorno     | 3 |                    |                  |                     |   |   |                           |             |                           |   |  |       |       |       |  |
|  |         |                      | 5                         | Español de Osorno     | 3 |                    |                  |                     |   |   |                           |             |                           |   |  |       |       |       |  |
|  |         |                      |                           |                       |   |                    |                  |                     |   |   |                           |             |                           |   |  |       |       |       |  |
|  |         |                      |                           |                       |   |                    |                  |                     |   |   |                           |             |                           |   |  |       |       |       |  |
|  |         |                      |                           |                       |   |                    |                  |                     |   |   |                           | 1           | Universidad de Concepción | 4 |  |       |       |       |  |
|  |         |                      |                           |                       |   |                    |                  |                     |   |   |                           |             |                           | 4 |  |       |       |       |  |
|  |         |                      | 2                         | Colegio Los Leones    | 1 |                    |                  |                     |   |   |                           |             |                           |   |  |       |       |       |  |
|  |         |                      | 2                         | Colegio Los Leones    | 1 |                    |                  |                     |   |   |                           |             |                           |   |  |       |       |       |  |
|  |         |                      |                           |                       |   |                    |                  |                     |   |   |                           |             |                           |   |  |       |       |       |  |
|  |         |                      |                           |                       |   |                    |                  |                     |   |   |                           |             |                           |   |  |       |       |       |  |
|  |         | 3                    | Puerto Varas Basket       | 3                     |   |                    |                  |                     |   |   |                           |             |                           |   |  |       |       |       |  |
|  |         |                      |                           | 3                     |   |                    |                  |                     |   |   |                           |             |                           |   |  |       |       |       |  |
|  |         |                      | 6                         | Municipal Puente Alto | 0 |                    |                  |                     |   |   |                           |             |                           |   |  |       |       |       |  |
|  |         |                      | 6                         | Municipal Puente Alto | 0 |                    |                  |                     |   |   |                           |             |                           |   |  |       |       |       |  |
|  |         |                      |                           |                       |   |                    |                  |                     |   |   |                           |             |                           |   |  |       |       |       |  |
|  |         |                      |                           |                       |   |                    |                  |                     |   |   |                           |             |                           |   |  |       |       |       |  |
|  |         |                      |                           |                       |   |                    | 3                | Puerto Varas Basket | 0 |   |                           |             |                           |   |  |       |       |       |  |
|  |         |                      |                           |                       |   |                    |                  |                     | 0 |   |                           |             |                           |   |  |       |       |       |  |
|  |         |                      | 2                         | Colegio Los Leones    | 3 |                    |                  |                     |   |   |                           |             |                           |   |  |       |       |       |  |
|  | 7       | ABA Ancud            | 2                         | Colegio Los Leones    | 3 | 2                  |                  |                     |   |   |                           |             |                           |   |  |       |       |       |  |
|  | 7       | ABA Ancud            |                           |                       |   |                    |                  |                     |   |   |                           |             |                           |   |  |       |       |       |  |
|  | 10      | Universidad Católica | 0                         |                       |   |                    |                  |                     |   |   |                           |             |                           |   |  |       |       |       |  |
|  | 10      | Universidad Católica | 0                         |                       | 2 | Colegio Los Leones | 3                |                     |   |   |                           |             |                           |   |  |       |       |       |  |
|  |         |                      |                           |                       | 2 | Colegio Los Leones | 3                |                     |   |   |                           |             |                           |   |  |       |       |       |  |
|  |         |                      | 7                         | ABA Ancud             | 2 |                    |                  |                     |   |   |                           |             |                           |   |  |       |       |       |  |
|  |         |                      | 7                         | ABA Ancud             | 2 |                    |                  |                     |   |   |                           |             |                           |   |  |       |       |       |  |
|  |         |                      |                           |                       |   |                    |                  |                     |   |   |                           |             |                           |   |  |       |       |       |  |
|  |         |                      |                           |                       |   |                    |                  |                     |   |   |                           |             |                           |   |  |       |       |       |  |
|  |         |                      |                           |                       |   |                    |                  |                     |   |   |                           |             |                           |   |  |       |       |       |  |
|  |         |                      |                           |                       |   |                    |                  |                     |   |   |                           |             |                           |   |  |       |       |       |  |

## Playoffs

### Play-in

#### 7ABA Ancud vs.10Universidad Católica
| 17 de abril de 2025            | ABA Ancud                                                                                                 | 60–56                                | Universidad Católica                                                                                 | Ancud |  |  |
| 21:00                          | Parciales: 16-14, 16-7, 12-16, 16-19                                                                      | Parciales: 16-14, 16-7, 12-16, 16-19 | Parciales: 16-14, 16-7, 12-16, 16-19                                                                 | |  |  |
|                                | Estadísticas Richard Granberry Jr. (26) Richard Amardi (10) Franco Morales (6) Richard Granberry Jr. (26) | Reporte Pts Reb Asts Val             | Estadísticas (22) Randy Rickard Jr. (14) Randy Rickard Jr. (8) Deiker Salcedo (26) Randy Rickard Jr. | Pabellón: Fiscal Luis "Caco" Suárez Asistencia: 1.000 espectadores Árbitros: R. Aguilar P. Mardones R. Gonzales Televisión: basquetpass |  |  |
| ABA Ancud lidera la serie, 1-0 | |                                      | | |  |  |
|                                | |                                      | | |  |  |

| 20 de abril de 2025          | Universidad Católica                                                                                   | 61–89                                 | ABA Ancud                                                                                  | Las Condes |  |  |
| 21:00                        | Parciales: 20-15, 10-28, 18-28, 13-18                                                                  | Parciales: 20-15, 10-28, 18-28, 13-18 | Parciales: 20-15, 10-28, 18-28, 13-18                                                      | |  |  |
|                              | Estadísticas Randy Rickard Jr. (18) Randy Rickard Jr. (10) Pedro Leopoldino (5) Randy Rickard Jr. (23) | Reporte Pts Reb Asts Val              | Estadísticas (21) Franco Morales (8) Franco Morales (9) Franco Morales (34) Franco Morales | Pabellón: Edificio de Deportes UC Asistencia: 200 espectadores Árbitros: C. Osorio A. Morales R. Araya Televisión: CDO |  |  |
| ABA Ancud gana la serie, 2-0 | |                                       |                                                                                            | |  |  |
|                              | |                                       |                                                                                            | |  |  |

ABA Ancud gana la serie por 2-0 y clasifica a Play-offs en 7° lugar.

#### 8Colo-Colo vs.9Las Ánimas
| 17 de abril de 2025             | Colo-Colo                                                                                          | 92–98                                 | Las Ánimas                                                                                         | Ñuñoa                                                                       |  |  |
| 19:30                           | Parciales: 18-33, 35-17, 21-23, 18-25                                                              | Parciales: 18-33, 35-17, 21-23, 18-25 | Parciales: 18-33, 35-17, 21-23, 18-25                                                              |                                                                             |  |  |
|                                 | Estadísticas Dennis Mc Kinney (33) Dennis Mc Kinney (11) Sebastián Silva (4) Dennis Mc Kinney (33) | Reporte Pts Reb Asts Val              | Estadísticas (40) Alphonso Anderson (13) Alphonso Anderson (8) Gabriel Diaz (38) Alphonso Anderson | Pabellón: CEO 2 Árbitros: E. Fernández M. Silva R. Painemil Televisión: CDO |  |  |
| Las Ánimas lidera la serie, 1-0 | |                                       | |                                                                             |  |  |
|                                 | |                                       | |                                                                             |  |  |

| 20 de abril de 2025 | Las Ánimas                                                                                     | 85–92                                 | Colo-Colo                                                                                      | Valdivia |  |  |
| 19:30               | Parciales: 15-20, 17-24, 25-15, 28-33                                                          | Parciales: 15-20, 17-24, 25-15, 28-33 | Parciales: 15-20, 17-24, 25-15, 28-33                                                          | |  |  |
|                     | Estadísticas Alphonso Anderson (28) Rashad Hassan (10) Gabriel Diaz (3) Alphonso Anderson (21) | Reporte Pts Reb Asts Val              | Estadísticas (36) Dennis Mc Kinney (13) Dennis Mc Kinney (3) José Collao (39) Dennis Mc Kinney | Pabellón: Coliseo Antonio Azurmendy Asistencia: 1.200 espectadores Árbitros: S. Romero E. Navarrete C. Escobar Televisión: basquetpass.tv |  |  |
| Serie empatada, 1-1 |                                                                                                |                                       |                                                                                                | |  |  |
|                     |                                                                                                |                                       |                                                                                                | |  |  |

| 22 de abril de 2025          | Colo-Colo                                                                                    | 85–82                                | Las Ánimas                                                                                 | Ñuñoa                                                                      |  |  |
| 21:00                        | Parciales: 23-19, 26-9, 22-21, 14-33                                                         | Parciales: 23-19, 26-9, 22-21, 14-33 | Parciales: 23-19, 26-9, 22-21, 14-33                                                       |                                                                            |  |  |
|                              | Estadísticas Jalen Jenkins (20) Diego Valenzuela (7) Benjamín Herrera (5) Jalen Jenkins (23) | Reporte Pts Reb Asts Val             | Estadísticas (21) Rashad Hassan (11) Alphonso Anderson (6) Gabriel Diaz (17) Rashad Hassan | Pabellón: CEO 2 Árbitros: E. Fernández C. Osorio S. Negrón Televisión: CDO |  |  |
| Colo-Colo gana la serie, 2-1 |                                                                                              |                                      |                                                                                            |                                                                            |  |  |
|                              |                                                                                              |                                      |                                                                                            |                                                                            |  |  |

Colo-Colo gana la serie 2-1 y clasifica a Play-offs en 8° lugar.

### Cuartos de final

#### 1Universidad de Concepción vs.8Colo-Colo
| 26 de abril de 2025       | Universidad de Concepción                                                                         | 90–58                                 | Colo-Colo                                                                                           | Concepción |  |  |
| 21:00                     | Parciales: 23-14, 27-12, 23-17, 17-15                                                             | Parciales: 23-14, 27-12, 23-17, 17-15 | Parciales: 23-14, 27-12, 23-17, 17-15                                                               | |  |  |
|                           | Estadísticas Stephen Maxwell (28) Stephen Maxwell (7) Sebastián Carrasco (9) Stephen Maxwell (28) | Reporte Pts Reb Asts Val              | Estadísticas (15) Dennis Mc Kinney (10) Dennis Mc Kinney (3) Benjamín Herrera (15) Dennis Mc Kinney | Pabellón: Casa del Deporte Asistencia: 1.122 espectadores Árbitros: F. Ibarra M. González P. Mardones Televisión: CDO |  |  |
| UdeC lidera la serie, 1-0 |                                                                                                   |                                       | | |  |  |
|                           |                                                                                                   |                                       | | |  |  |

| 27 de abril de 2025       | Universidad de Concepción                                                                                 | 97–94                                 | Colo-Colo                                                                                           | Concepción                                                                                     |  |  |
| 19:30                     | Parciales: 27-29, 23-26, 23-24, 24-15                                                                     | Parciales: 27-29, 23-26, 23-24, 24-15 | Parciales: 27-29, 23-26, 23-24, 24-15                                                               |                                                                                                |  |  |
|                           | Estadísticas Sebastián Carrasco (24) Stephen Maxwell (12) Sebastián Carrasco (12) Sebastián Carrasco (31) | Reporte Pts Reb Asts Val              | Estadísticas (26) Dennis Mc Kinney (14) Dennis Mc Kinney (4) Diego Valenzuela (28) Dennis Mc Kinney | Pabellón: Casa del Deporte Árbitros: R. Aguilar S. Romero C. Vargas Televisión: basquetpass.tv |  |  |
| UdeC lidera la serie, 2-0 | |                                       | |                                                                                                |  |  |
|                           | |                                       | |                                                                                                |  |  |

| 3 de mayo de 2025         | Colo-Colo                                                                                                  | 66–51                               | Universidad de Concepción                                                                                | Ñuñoa                                                                       |  |  |
| 21:00                     | Parciales: 14-18, 15-20, 16-4, 21-9                                                                        | Parciales: 14-18, 15-20, 16-4, 21-9 | Parciales: 14-18, 15-20, 16-4, 21-9                                                                      |                                                                             |  |  |
|                           | Estadísticas Dennis Mc Kinney (28) Dennis Mc Kinney (13) Sebastián Silva (2) D. Mc Kinney, J. Jenkins (28) | Reporte Pts Reb Asts Val            | Estadísticas (25) Sebastián Carrasco (11) Stephen Maxwell (6) Sebastián Carrasco (26) Sebastián Carrasco | Pabellón: CEO 2 Árbitros: C. Osorio M. González R. Painemil Televisión: CDO |  |  |
| UdeC lidera la serie, 2-1 | |                                     | |                                                                             |  |  |
|                           | |                                     | |                                                                             |  |  |

| 4 de mayo de 2025       | Colo-Colo                                                                                           | 66–89                                 | Universidad de Concepción                                                                     | Ñuñoa                                                                      |  |  |
| 21:00                   | Parciales: 17-18, 17-22, 18-22, 14-27                                                               | Parciales: 17-18, 17-22, 18-22, 14-27 | Parciales: 17-18, 17-22, 18-22, 14-27                                                         |                                                                            |  |  |
|                         | Estadísticas Diego Valenzuela (15) Dennis Mc Kinney (11) Dennis Mc Kinney (4) Dennis Mc Kinney (21) | Reporte Pts Reb Asts Val              | Estadísticas (27) Sebastián Carrasco (10) Diego Silva (7) Diego Silva (30) Sebastián Carrasco | Pabellón: CEO 2 Árbitros: S. Romero P. Mardones A. Morales Televisión: CDO |  |  |
| UdeC gana la serie, 3-1 | |                                       |                                                                                               |                                                                            |  |  |
|                         | |                                       |                                                                                               |                                                                            |  |  |

Universidad de Concepción gana la serie por 3-1 y clasifica a Semifinales como primer sembrado.

#### 2Colegio Los Leones vs.7ABA Ancud
| 26 de abril de 2025             | Colegio Los Leones                                                                        | 92–54                                | ABA Ancud                                                                                                 | Quilpué                                                                                            |  |  |
| 19:30                           | Parciales: 29-19, 20-4, 19-19, 24-12                                                      | Parciales: 29-19, 20-4, 19-19, 24-12 | Parciales: 29-19, 20-4, 19-19, 24-12                                                                      | |  |  |
|                                 | Estadísticas Jerry Evans Jr. (20) Ty Jones (7) Nicolás Rebolledo (7) Ignacio Carrión (20) | Reporte Pts Reb Asts Val             | Estadísticas (11) Richard Granberry Jr. (7) Gabriel Hermosilla (6) Franco Morales (15) Gabriel Hermosilla | Pabellón: Colegio Los Leones Árbitros: E. Fernández S. Negrón Á. Tudela Televisión: basquetpass.tv |  |  |
| Los Leones lidera la serie, 1-0 |                                                                                           |                                      | | |  |  |
|                                 |                                                                                           |                                      | | |  |  |

| 27 de abril de 2025             | Colegio Los Leones                                                                              | 79–50                               | ABA Ancud                                                                                    | Quilpué                                                                               |  |  |
| 21:00                           | Parciales: 18-21, 24-16, 22-7, 15-6                                                             | Parciales: 18-21, 24-16, 22-7, 15-6 | Parciales: 18-21, 24-16, 22-7, 15-6                                                          |                                                                                       |  |  |
|                                 | Estadísticas Jerry Evans Jr. (18) Jerry Evans Jr. (10) Ignacio Carrión (4) Jerry Evans Jr. (19) | Reporte Pts Reb Asts Val            | Estadísticas (18) Nahuel Martínez (7) Richard Amardi (3) Franco Morales (15) Nahuel Martínez | Pabellón: Colegio Los Leones Árbitros: C. Osorio P. Mardones M. Bravo Televisión: CDO |  |  |
| Los Leones lidera la serie, 2-0 |                                                                                                 |                                     |                                                                                              |                                                                                       |  |  |
|                                 |                                                                                                 |                                     |                                                                                              |                                                                                       |  |  |

| 3 de mayo de 2025               | ABA Ancud                                                                                      | 73–68                                 | Colegio Los Leones                                                                            | Ancud |  |  |
| 21:00                           | Parciales: 25-14, 16-27, 17-12, 15-15                                                          | Parciales: 25-14, 16-27, 17-12, 15-15 | Parciales: 25-14, 16-27, 17-12, 15-15                                                         | |  |  |
|                                 | Estadísticas Alejandro Vergara (21) Richard Amardi (11) Franco Morales (5) Richard Amardi (19) | Reporte Pts Reb Asts Val              | Estadísticas (26) Jerry Evans Jr. (9) Jerry Evans Jr. (3) Roquez Johnson (26) Jerry Evans Jr. | Pabellón: Fiscal Luis "Caco" Suárez Asistencia: 1.500 espectadores Árbitros: R. Aguilar S. Romero A. Tudela Televisión: basquetpass.tv |  |  |
| Los Leones lidera la serie, 2-1 |                                                                                                |                                       |                                                                                               | |  |  |
|                                 |                                                                                                |                                       |                                                                                               | |  |  |

| 4 de mayo de 2025   | ABA Ancud                                                                                          | 58–56                                 | Colegio Los Leones                                                                  | Ancud |  |  |
| 21:00               | Parciales: 17-12, 18-18, 12-15, 11-11                                                              | Parciales: 17-12, 18-18, 12-15, 11-11 | Parciales: 17-12, 18-18, 12-15, 11-11                                               | |  |  |
|                     | Estadísticas Richard Granberry Jr. (20) Franco Morales (7) Nahuel Martínez (7) Richard Amardi (16) | Reporte Pts Reb Asts Val              | Estadísticas (28) Roquez Johnson (11) Eduardo Lugo (4) Ty Jones (28) Roquez Johnson | Pabellón: Fiscal Luis "Caco" Suárez Asistencia: 1.800 espectadores Árbitros: S. Negrón A. Morales E. Navarrete Televisión: basquetpass.tv |  |  |
| Serie igualada, 2-2 | |                                       |                                                                                     | |  |  |
|                     | |                                       |                                                                                     | |  |  |

| 10 de mayo de 2025            | Colegio Los Leones                                                                       | 78–51                               | ABA Ancud                                                                                              | Quilpué                                                                                             |  |  |
| 20:30                         | Parciales: 22-8, 13-13, 18-22, 25-8                                                      | Parciales: 22-8, 13-13, 18-22, 25-8 | Parciales: 22-8, 13-13, 18-22, 25-8                                                                    | |  |  |
|                               | Estadísticas Jerry Evans Jr. (19) Ignacio Carrión (6) Darrol Jones (9) Eduardo Lugo (21) | Reporte Pts Reb Asts Val            | Estadísticas (18) Nahuel Martínez (6) Richard Granberry Jr. (2) Alejandro Vergara (14) Nahuel Martínez | Pabellón: Colegio Los Leones Árbitros: R. Aguilar E. Fernández C. Osorio Televisión: basquetpass.tv |  |  |
| Los Leones gana la serie, 3-2 |                                                                                          |                                     | | |  |  |
|                               |                                                                                          |                                     | | |  |  |

Colegio Los Leones gana la serie por 3-2 y clasifica a Semifinales como segundo sembrado.

#### 3Puerto Varas Basket vs.6Municipal Puente Alto
| 25 de abril de 2025                      | Puerto Varas Basket                                                                      | 94–60                                 | Municipal Puente Alto                                                                          | Puerto Varas                                                                                |  |  |
| 21:00                                    | Parciales: 22-19, 21-17, 24-12, 27-12                                                    | Parciales: 22-19, 21-17, 24-12, 27-12 | Parciales: 22-19, 21-17, 24-12, 27-12                                                          |                                                                                             |  |  |
|                                          | Estadísticas Marcelo Pérez (15) Joshua Morris (12) Patricio Arroyo (8) Andrew Corum (29) | Reporte Pts Reb Asts Val              | Estadísticas (18) Jonathan Ocasio (10) Jonathan Ocasio (3) Francisco Bravo (18) Justin Strings | Pabellón: Fiscal de Puerto Varas Árbitros: F. Ibarra R. Oliveros L. Poblete Televisión: CDO |  |  |
| Puerto Varas Basket lidera la serie, 1-0 |                                                                                          |                                       |                                                                                                |                                                                                             |  |  |
|                                          |                                                                                          |                                       |                                                                                                |                                                                                             |  |  |

| 26 de abril de 2025                      | Puerto Varas Basket                                                                    | 72–69                                 | Municipal Puente Alto                                                                        | Puerto Varas                                                                                           |  |  |
| 21:00                                    | Parciales: 19-24, 21-23, 18-10, 14-12                                                  | Parciales: 19-24, 21-23, 18-10, 14-12 | Parciales: 19-24, 21-23, 18-10, 14-12                                                        | |  |  |
|                                          | Estadísticas Patricio Arroyo (14) Andrew Corum (10) Andrew Corum (7) Andrew Corum (21) | Reporte Pts Reb Asts Val              | Estadísticas (21) Jonathan Ocasio (12) Jonathan Ocasio (8) Joaquín Pino (30) Jonathan Ocasio | Pabellón: Fiscal de Puerto Varas Árbitros: R. Aguilar S. Romero R. González Televisión: basquetpass.tv |  |  |
| Puerto Varas Basket lidera la serie, 2-0 |                                                                                        |                                       |                                                                                              | |  |  |
|                                          |                                                                                        |                                       |                                                                                              | |  |  |

| 2 de mayo de 2025                      | Municipal Puente Alto                                                                         | 67–75                                 | Puerto Varas Basket                                                                        | Puente Alto |  |  |
| 20:30                                  | Parciales: 18-24, 17-19, 22-17, 10-15                                                         | Parciales: 18-24, 17-19, 22-17, 10-15 | Parciales: 18-24, 17-19, 22-17, 10-15                                                      | |  |  |
|                                        | Estadísticas Jonathan Ocasio (21) Justin Strings (13) Jonathan Ocasio (4) Justin Strings (21) | Reporte Pts Reb Asts Val              | Estadísticas (21) Marcelo Pérez (12) Joshua Morris (9) Carlos Villagrán (26) Marcelo Pérez | Pabellón: Municipal Irene Velásquez Asistencia: 500 espectadores Árbitros: C. Osorio M. González R. Painemil Televisión: basquetpass.tv |  |  |
| Puerto Varas Basket gana la serie, 3-0 |                                                                                               |                                       |                                                                                            | |  |  |
|                                        |                                                                                               |                                       |                                                                                            | |  |  |

Puerto Varas Basket gana la serie por 3-0 y clasifica a Semifinales como tercer sembrado.

#### 4Sportiva Italiana vs.5Español de Osorno
| 24 de abril de 2025                    | Sportiva Italiana                                                                               | 70–76                                 | Español de Osorno                                                                     | Valparaíso                                                                             |  |  |
| 19:30                                  | Parciales: 21-19, 15-25, 22-17, 12-15                                                           | Parciales: 21-19, 15-25, 22-17, 12-15 | Parciales: 21-19, 15-25, 22-17, 12-15                                                 |                                                                                        |  |  |
|                                        | Estadísticas Gaspar Hernández (27) Javier Barra (10) Gaspar Hernández (9) Gaspar Hernández (29) | Reporte Pts Reb Asts Val              | Estadísticas (28) Sebastián Suárez (10) Bryce Beamer (9) Barham Amor (30) Barham Amor | Pabellón: Fortín Prat Árbitros: S. Romero M. Silva R. Araya Televisión: basquetpass.tv |  |  |
| Español de Osorno lidera la serie, 1-0 |                                                                                                 |                                       |                                                                                       |                                                                                        |  |  |
|                                        |                                                                                                 |                                       |                                                                                       |                                                                                        |  |  |

| 25 de abril de 2025 | Sportiva Italiana                                                                                          | 81–70                                 | Español de Osorno                                                                              | Valparaíso                                                                                  |  |  |
| 19:30               | Parciales: 23-20, 20-17, 21-18, 17-15                                                                      | Parciales: 23-20, 20-17, 21-18, 17-15 | Parciales: 23-20, 20-17, 21-18, 17-15                                                          |                                                                                             |  |  |
|                     | Estadísticas Emmanuel Payton-Clottey (24) Federico Herrera (14) Federico Herrera (6) Federico Herrera (19) | Reporte Pts Reb Asts Val              | Estadísticas (24) Sebastián Suárez (10) Barham Amor (5) Sebastián Suárez (20) Sebastián Suárez | Pabellón: Fortín Prat Árbitros: C. Osorio S. Negrón R. Astudillo Televisión: basquetpass.tv |  |  |
| Serie igualada, 1-1 | |                                       |                                                                                                |                                                                                             |  |  |
|                     | |                                       |                                                                                                |                                                                                             |  |  |

| 1 de mayo de 2025                      | Español de Osorno                                                                 | 102–72                                | Sportiva Italiana                                                                                                | Osorno                                                                                          |  |  |
| 21:00                                  | Parciales: 32-14, 21-21, 24-18, 25-19                                             | Parciales: 32-14, 21-21, 24-18, 25-19 | Parciales: 32-14, 21-21, 24-18, 25-19                                                                            |                                                                                                 |  |  |
|                                        | Estadísticas Bryce Beamer (25) Barham Amor (9) Barham Amor (13) Bryce Beamer (32) | Reporte Pts Reb Asts Val              | Estadísticas (24) Emmanuel Payton-Clottey (5) Wesley Alcegaire (4) Federico Herrera (15) Emmanuel Payton-Clottey | Pabellón: Monumental María Gallardo Árbitros: R. Aguilar P. Mardones C. Escobar Televisión: CDO |  |  |
| Español de Osorno lidera la serie, 2-1 |                                                                                   |                                       | |                                                                                                 |  |  |
|                                        |                                                                                   |                                       | |                                                                                                 |  |  |

| 2 de mayo de 2025                    | Español de Osorno                                                                            | 78–71                                 | Sportiva Italiana                                                                                                | Osorno                                                                                          |  |  |
| 21:00                                | Parciales: 26-25, 20-18, 16-15, 16-13                                                        | Parciales: 26-25, 20-18, 16-15, 16-13 | Parciales: 26-25, 20-18, 16-15, 16-13                                                                            |                                                                                                 |  |  |
|                                      | Estadísticas Sebastián Suárez (20) Jeremy Mc Laughlin (12) Barham Amor (11) Barham Amor (25) | Reporte Pts Reb Asts Val              | Estadísticas (24) Emmanuel Payton-Clottey (7) Emmanuel Payton-Clottey (4) Federico Herrera (18) Federico Herrera | Pabellón: Monumental María Gallardo Árbitros: S. Romero S. Negrón Á. Hermosilla Televisión: CDO |  |  |
| Español de Osorno gana la serie, 3-1 |                                                                                              |                                       | |                                                                                                 |  |  |
|                                      |                                                                                              |                                       | |                                                                                                 |  |  |

Español de Osorno gana la serie por 3-1 y clasifica a Semifinales como cuarto sembrado.

### Semifinales

#### 1Universidad de Concepción vs.5Español de Osorno
| 17 de mayo de 2025        | Universidad de Concepción                                                                  | 94–69                                 | Español de Osorno                                                                                    | Concepción                                                                          |  |  |
| 20:30                     | Parciales: 15-22, 22-11, 33-15, 24-10                                                      | Parciales: 15-22, 22-11, 33-15, 24-10 | Parciales: 15-22, 22-11, 33-15, 24-10                                                                |                                                                                     |  |  |
|                           | Estadísticas Stephen Maxwell (27) Stephen Maxwell (9) Diego Silva (5) Stephen Maxwell (37) | Reporte Pts Reb Asts Val              | Estadísticas (19) Jeremy Mc Laughlin (9) Jeremy Mc Laughlin (10) Barham Amor (24) Jeremy Mc Laughlin | Pabellón: Casa del Deporte Árbitros: R. Aguilar S. Negrón C. Vargas Televisión: CDO |  |  |
| UdeC lidera la serie, 1-0 |                                                                                            |                                       | |                                                                                     |  |  |
|                           |                                                                                            |                                       | |                                                                                     |  |  |

| 18 de mayo de 2025        | Universidad de Concepción                                                                       | 98–92                                 | Español de Osorno                                                                      | Concepción                                                                           |  |  |
| 20:30                     | Parciales: 25-23, 28-19, 24-27, 21-23                                                           | Parciales: 25-23, 28-19, 24-27, 21-23 | Parciales: 25-23, 28-19, 24-27, 21-23                                                  |                                                                                      |  |  |
|                           | Estadísticas Stephen Maxwell (30) Stephen Maxwell (9) Zoran Talley Jr. (5) Stephen Maxwell (32) | Reporte Pts Reb Asts Val              | Estadísticas (27) Bryce Beamer (7) Sebastián Suárez (12) Barham Amor (28) Bryce Beamer | Pabellón: Casa del Deporte Árbitros: F. Ibarra S. Romero R. González Televisión: CDO |  |  |
| UdeC lidera la serie, 2-0 |                                                                                                 |                                       |                                                                                        |                                                                                      |  |  |
|                           |                                                                                                 |                                       |                                                                                        |                                                                                      |  |  |

| 24 de mayo de 2025        | Español de Osorno                                                                        | 74–66                                 | Universidad de Concepción                                                         | Osorno                                                                                        |  |  |
| 20:30                     | Parciales: 25-17, 24-11, 14-16, 11-22                                                    | Parciales: 25-17, 24-11, 14-16, 11-22 | Parciales: 25-17, 24-11, 14-16, 11-22                                             |                                                                                               |  |  |
|                           | Estadísticas Jeremy Mc Laughlin (18) Barham Amor (7) Agustín Moraga (5) Barham Amor (26) | Reporte Pts Reb Asts Val              | Estadísticas (15) Kevin Rubio (5) Diego Low (5) Zoran Talley Jr. (13) Kevin Rubio | Pabellón: Monumental María Gallardo Árbitros: E. Fernández C. Osorio R. Araya Televisión: CDO |  |  |
| UdeC lidera la serie, 2-1 |                                                                                          |                                       |                                                                                   |                                                                                               |  |  |
|                           |                                                                                          |                                       |                                                                                   |                                                                                               |  |  |

| 25 de mayo de 2025      | Español de Osorno                                                                           | 84–89                                 | Universidad de Concepción                                                                  | Osorno                                                                                        |  |  |
| 20:30                   | Parciales: 23-29, 21-23, 22-22, 18-15                                                       | Parciales: 23-29, 21-23, 22-22, 18-15 | Parciales: 23-29, 21-23, 22-22, 18-15                                                      |                                                                                               |  |  |
|                         | Estadísticas Carlos Lauler (21) Jeremy Mc Laughlin (10) Barham Amor (13) Carlos Lauler (23) | Reporte Pts Reb Asts Val              | Estadísticas (22) Sebastián Carrasco (5) Kevin Rubio (7) Zoran Talley Jr. (25) Kevin Rubio | Pabellón: Monumental María Gallardo Árbitros: F. Ibarra A. Morales C. Escobar Televisión: CDO |  |  |
| UdeC gana la serie, 3-1 |                                                                                             |                                       |                                                                                            |                                                                                               |  |  |
|                         |                                                                                             |                                       |                                                                                            |                                                                                               |  |  |

Universidad de Concepción gana la serie por 3-1 clasificando a la Final y a competencias internacionales.

#### 2Colegio Los Leones vs.3Puerto Varas Basket
| 19 de mayo de 2025              | Colegio Los Leones                                                                      | 66–63                                 | Puerto Varas Basket                                                                       | Quilpué                                                                                   |  |  |
| 20:30                           | Parciales: 12-21, 18-17, 21-13, 15-12                                                   | Parciales: 12-21, 18-17, 21-13, 15-12 | Parciales: 12-21, 18-17, 21-13, 15-12                                                     |                                                                                           |  |  |
|                                 | Estadísticas Jerry Evans Jr. (24) Ignacio Carrión (8) Ty Jones (5) Jerry Evans Jr. (19) | Reporte Pts Reb Asts Val              | Estadísticas (20) Andrew Corum (10) Joshua Morris (5) Carlos Villagrán (19) Joshua Morris | Pabellón: Colegio Los Leones Árbitros: C. Osorio P. Mardones R. Astudillo Televisión: CDO |  |  |
| Los Leones lidera la serie, 1-0 |                                                                                         |                                       |                                                                                           |                                                                                           |  |  |
|                                 |                                                                                         |                                       |                                                                                           |                                                                                           |  |  |

| 20 de mayo de 2025              | Colegio Los Leones                                                                         | 73–70                                 | Puerto Varas Basket                                                                       | Quilpué                                                                                     |  |  |
| 20:30                           | Parciales: 22-10, 11-16, 24-23, 16-21                                                      | Parciales: 22-10, 11-16, 24-23, 16-21 | Parciales: 22-10, 11-16, 24-23, 16-21                                                     |                                                                                             |  |  |
|                                 | Estadísticas Darrol Jones (18) Ignacio Carrión (7) Nicolás Rebolledo (5) Darrol Jones (18) | Reporte Pts Reb Asts Val              | Estadísticas (16) Joshua Morris (10) Joshua Morris (7) Patricio Arroyo (20) Joshua Morris | Pabellón: Colegio Los Leones Árbitros: E. Fernández M. González R. Painemil Televisión: CDO |  |  |
| Los Leones lidera la serie, 2-0 |                                                                                            |                                       |                                                                                           |                                                                                             |  |  |
|                                 |                                                                                            |                                       |                                                                                           |                                                                                             |  |  |

| 1 de junio de 2025            | Puerto Varas Basket                                                                   | 64–67                                | Colegio Los Leones                                                                 | Puerto Varas                                                                              |  |  |
| 20:30                         | Parciales: 17-9, 13-19, 13-22, 21-17                                                  | Parciales: 17-9, 13-19, 13-22, 21-17 | Parciales: 17-9, 13-19, 13-22, 21-17                                               |                                                                                           |  |  |
|                               | Estadísticas Marcelo Pérez (15) Andrew Corum (14) Marcelo Pérez (4) Andrew Corum (19) | Reporte Pts Reb Asts Val             | Estadísticas (16) Darrol Jones (8) Darrol Jones (5) Darrol Jones (22) Darrol Jones | Pabellón: Fiscal de Puerto Varas Árbitros: R. Aguilar S. Negrón C. Vargas Televisión: CDO |  |  |
| Los Leones gana la serie, 3-0 |                                                                                       |                                      |                                                                                    |                                                                                           |  |  |
|                               |                                                                                       |                                      |                                                                                    |                                                                                           |  |  |

Colegio Los Leones gana la serie por 3-0 clasificando a la Final y a competencias internacionales.

### Final

#### 1Universidad de Concepción vs.2Colegio Los Leones
| 7 de junio de 2025        | Universidad de Concepción                                                                           | 86–68                                 | Colegio Los Leones                                                                     | Concepción                                                                              |  |  |
| 20:30                     | Parciales: 22-18, 31-15, 14-18, 19-17                                                               | Parciales: 22-18, 31-15, 14-18, 19-17 | Parciales: 22-18, 31-15, 14-18, 19-17                                                  |                                                                                         |  |  |
|                           | Estadísticas Sebastián Carrasco (26) Carlos Milano (7) Zoran Talley Jr. (6) Sebastián Carrasco (27) | Reporte Pts Reb Asts Val              | Estadísticas (20) Darrol Jones (11) Jerry Evans Jr. (3) Darrol Jones (22) Darrol Jones | Pabellón: Casa del Deporte Árbitros: R. Aguilar E. Fernández A. Morales Televisión: CDO |  |  |
| UdeC lidera la serie, 1-0 | |                                       |                                                                                        |                                                                                         |  |  |
|                           | |                                       |                                                                                        |                                                                                         |  |  |

| 8 de junio de 2025        | Universidad de Concepción                                                                        | 73–59                                | Colegio Los Leones                                                                     | Concepción |  |  |
| 20:30                     | Parciales: 27-21, 14-15, 19-18, 13-5                                                             | Parciales: 27-21, 14-15, 19-18, 13-5 | Parciales: 27-21, 14-15, 19-18, 13-5                                                   | |  |  |
|                           | Estadísticas Stephen Maxwell (18) Stephen Maxwell (11) Zoran Talley Jr. (5) Stephen Maxwell (25) | Reporte Pts Reb Asts Val             | Estadísticas (20) Roquez Johnson (8) Darrol Jones (3) Darrol Jones (20) Roquez Johnson | Pabellón: Casa del Deporte Asistencia: 1.576 espectadores Árbitros: F. Ibarra S. Romero C. Vargas Televisión: CDO |  |  |
| UdeC lidera la serie, 2-0 |                                                                                                  |                                      |                                                                                        | |  |  |
|                           |                                                                                                  |                                      |                                                                                        | |  |  |

| 12 de junio de 2025       | Colegio Los Leones                                                                         | 76–70                                 | Universidad de Concepción                                                                          | Quilpué                                                                                |  |  |
| 20:30                     | Parciales: 21-14, 12-16, 20-12, 23-28                                                      | Parciales: 21-14, 12-16, 20-12, 23-28 | Parciales: 21-14, 12-16, 20-12, 23-28                                                              |                                                                                        |  |  |
|                           | Estadísticas Roquez Johnson (22) Jerry Evans Jr. (10) Darrol Jones (7) Roquez Johnson (33) | Reporte Pts Reb Asts Val              | Estadísticas (21) Stephen Maxwell (7) Zoran Talley Jr. (6) Sebastián Carrasco (22) Stephen Maxwell | Pabellón: Colegio Los Leones Árbitros: C. Osorio P. Mardones S. Negrón Televisión: CDO |  |  |
| UdeC lidera la serie, 2-1 |                                                                                            |                                       | |                                                                                        |  |  |
|                           |                                                                                            |                                       | |                                                                                        |  |  |

| 14 de junio de 2025       | Colegio Los Leones                                                                           | 85–88                                 | Universidad de Concepción                                                                                | Quilpué                                                                               |  |  |
| 20:30                     | Parciales: 19-22, 20-18, 21-19, 25-29                                                        | Parciales: 19-22, 20-18, 21-19, 25-29 | Parciales: 19-22, 20-18, 21-19, 25-29                                                                    |                                                                                       |  |  |
|                           | Estadísticas Jerry Evans Jr. (23) Jerry Evans Jr. (10) Darrol Jones (4) Jerry Evans Jr. (21) | Reporte Pts Reb Asts Val              | Estadísticas (25) Sebastián Carrasco (14) Stephen Maxwell (6) Sebastián Carrasco (24) Sebastián Carrasco | Pabellón: Colegio Los Leones Árbitros: F. Ibarra A. Morales C. Vargas Televisión: CDO |  |  |
| UdeC lidera la serie, 3-1 |                                                                                              |                                       | |                                                                                       |  |  |
|                           |                                                                                              |                                       | |                                                                                       |  |  |

| 15 de junio de 2025     | Colegio Los Leones                                                                             | 80–86                                 | Universidad de Concepción                                                                 | Quilpué                                                                               |  |  |
| 20:30                   | Parciales: 27-20, 14-25, 24-20, 15-21                                                          | Parciales: 27-20, 14-25, 24-20, 15-21 | Parciales: 27-20, 14-25, 24-20, 15-21                                                     |                                                                                       |  |  |
|                         | Estadísticas Roquez Johnson (27) Roquez Johnson (12) Nicolás Rebolledo (6) Roquez Johnson (33) | Reporte Pts Reb Asts Val              | Estadísticas (25) Stephen Maxwell (10) Stephen Maxwell (8) Diego Low (30) Stephen Maxwell | Pabellón: Colegio Los Leones Árbitros: R. Aguilar C. Osorio S. Negrón Televisión: CDO |  |  |
| UdeC gana la serie, 4-1 |                                                                                                |                                       |                                                                                           |                                                                                       |  |  |
|                         |                                                                                                |                                       |                                                                                           |                                                                                       |  |  |

Universidad de Concepción gana la serie por 4-1 y gana su cuarto título de la competición.

## Campeón
|                                       |
| Universidad de Concepción 4.to título |

## Clasificación a competencias internacionales

### Liga de Campeones de Baloncesto de las Américas
| Equipo                    | Vía                |
| ------------------------- | ------------------ |
| Universidad de Concepción | Campeón de la Liga |

### Liga Sudamericana de Baloncesto
| Equipo             | Vía                   |
| ------------------ | --------------------- |
| Colegio Los Leones | Subcampeón de la Liga |

## Galardones

### Jugador de la semana
Fase regular
| Semana | Jugador             | Equipo                    | Val. | Ref.   |
| ------ | ------------------- | ------------------------- | ---- | ------ |
| 1      | Stephen Maxwell     | Universidad de Concepción | 32   | [ 7 ]  |
| 1      | Alejandro Vergara   | ABA Ancud                 | 32   | [ 7 ]  |
| 2      | Rashad Hassan       | Las Ánimas de Valdivia    | 37   | [ 8 ]  |
| 2      | Álvaro Peña         | ABA Ancud                 | 37   | [ 8 ]  |
| 3      | Rashad Hassan (2)   | Las Ánimas de Valdivia    | 44   | [ 9 ]  |
| 4      | Rashad Hassan (3)   | Las Ánimas de Valdivia    | 36   | [ 10 ] |
| 4      | Dennis McKinney     | Colo-Colo                 | 36   | [ 10 ] |
| 5      | Álvaro Peña (2)     | ABA Ancud                 | 35   | [ 11 ] |
| 6      | Rashad Hassan (4)   | Las Ánimas de Valdivia    | 45   | [ 12 ] |
| 7      | Gaspar Hernández    | Sportiva Italiana         | 48   | [ 13 ] |
| 8      | Dishon Lowery       | CD Valdivia               | 47   | [ 14 ] |
| 9      | Dennis McKinney (2) | Colo-Colo                 | 47   | [ 15 ] |
| 10     | Alphonso Anderson   | Las Ánimas de Valdivia    | 41   | [ 16 ] |
| 11     | Nahuel Martínez     | ABA Ancud                 | 44   | [ 17 ] |
| 12     | Rashad Hassan (5)   | Las Ánimas de Valdivia    | 37   | [ 18 ] |

Play-in
| Partido | Jugador               | Equipo                 | Val. | Ref.   |
| ------- | --------------------- | ---------------------- | ---- | ------ |
| 1       | Alphonso Anderson (2) | Las Ánimas de Valdivia | 38   | [ 19 ] |
| 2       | Dennis McKinney (3)   | Colo-Colo              | 39   | [ 19 ] |
| 3       | Jalen Jenkins         | Colo-Colo              | 23   | [ 19 ] |

Cuartos de final
| Semana | Jugador            | Equipo                    | Val. | Ref.   |
| ------ | ------------------ | ------------------------- | ---- | ------ |
| 1      | Sebastián Carrasco | Universidad de Concepción | 31   | [ 20 ] |
| 2      | Bryce Beamer       | Español de Osorno         | 32   | [ 21 ] |
| 3      | Eduardo Lugo       | Colegio Los Leones        | 24   | [ 22 ] |

Semifinales
| Semana | Jugador             | Equipo                    | Val. | Ref.   |
| ------ | ------------------- | ------------------------- | ---- | ------ |
| 1      | Stephen Maxwell (2) | Universidad de Concepción | 37   |        |
| 2      | Barham Amor         | Español de Osorno         | 26   |        |
| 3      | Darrol Jones        | Colegio Los Leones        | 22   | [ 23 ] |

Finales
| Partido | Jugador                | Equipo                    | Val. | Ref.   |
| ------- | ---------------------- | ------------------------- | ---- | ------ |
| 1       | Sebastián Carrasco (2) | Universidad de Concepción | 27   | [ 24 ] |
| 2       | Stephen Maxwell (3)    | Universidad de Concepción | 25   | [ 25 ] |
| 3       | Roquez Johnson         | Colegio Los Leones        | 33   | [ 26 ] |
| 4       | Sebastián Carrasco (3) | Universidad de Concepción | 24   | [ 27 ] |
| 5       | Stephen Maxwell (4)    | Universidad de Concepción | 30   | [ 28 ] |

### Líderes
| Rank | Nombre                | Equipo     | PPP   |
| ---- | --------------------- | ---------- | ----- |
| 1.   | Alphonso Anderson     | Las Ánimas | 23,52 |
| 2.   | Stephen Maxwell       | UdeC       | 23,51 |
| 3.   | Rashad Hassan         | Las Ánimas | 21,68 |
| 4.   | Dennis McKinney       | Colo-Colo  | 21,43 |
| 5.   | Richard Granberry Jr. | ABA Ancud  | 19,6  |

| Rank | Nombre             | Equipo          | APP  |
| ---- | ------------------ | --------------- | ---- |
| 1.   | Barham Amor        | Coolbet Español | 6,25 |
| 2.   | Gabriel Diaz       | Las Ánimas      | 6,16 |
| 3.   | Franco Morales     | Ancud           | 6,15 |
| 4.   | Sebastián Carrasco | UdeC            | 6,1  |
| 5.   | Erik Carrasco      | CD Valdivia     | 5,81 |

| Rank | Nombre            | Equipo           | RPP   |
| ---- | ----------------- | ---------------- | ----- |
| 1.   | Rashad Hassan     | Las Ánimas       | 11,09 |
| 2.   | Andrew Corum      | Puerto Varas     | 9,56  |
| 3.   | Dishon Lowery     | CD Valdivia      | 9,37  |
| 4.   | Alphonso Anderson | Las Ánimas       | 9,05  |
| 5.   | Rodney Simon      | Español de Talca | 8,96  |

| Rank | Nombre             | Equipo            | RPP  |
| ---- | ------------------ | ----------------- | ---- |
| 1.   | Deiker Salcedo     | Basket UC         | 2,25 |
| 2.   | Barham Amor        | Coolbet Español   | 1,90 |
| 3.   | Randy Rickards     | Basket UC         | 1,70 |
| 4.   | Federico Herrera   | Sportiva Italiana | 1,65 |
| 5.   | Sebastián Carrasco | UdeC              | 1,63 |

- Actualizado: 14 de abril de 2025
- Fuente:[29][30][31][32]

## Premios de la temporada
| Premio                   | Ganador                            |
| ------------------------ | ---------------------------------- |
| MVP de la Temporada      | Stephen Maxwell ( UdeC)            |
| MVP de las Finales       | Sebastián Carrasco ( UdeC)         |
| Mejor Defensor           | Stephen Maxwell ( UdeC)            |
| Mejor Jugador Extranjero | Stephen Maxwell ( UdeC)            |
| Mejor Jugador Nacional   | Sebastián Carrasco ( UdeC)         |
| Mejor Jugador U23        | Benjamín Vander Stell ( Pto Varas) |
| Mejor Entrenador         | Santiago Gómez UdeC                |

### Quintetos ideales
| Fase                | Jugadores                | Jugadores                 | Jugadores                 | Jugadores                 | Jugadores                       |
| ------------------- | ------------------------ | ------------------------- | ------------------------- | ------------------------- | ------------------------------- |
| Primer quinteto     | Stephen Maxwell UdeC     | Sebastián Carrasco UdeC   | Diego Silva UdeC          | Roquez Johnson Los Leones | Alphonso Anderson Las Ánimas    |
| Segundo quinteto    | Devante Wallace Sportiva | Dennis McKinney Colo-Colo | Rashad Hassan Las Ánimas  | Andrew Corum Pto Varas    | Gaspar Hernández Sportiva       |
| Tercer quinteto     | Manny Payton Sportiva    | Zoran Talley UdeC         | Sebastián Suarez Osorno   | Barham Amor Osorno        | Joshua Morris Pto Varas         |
| Quinteto Nacional   | Sebastián Carrasco UdeC  | Diego Silva UdeC          | Sebastián Suarez Osorno   | Darrol Jones Los Leones   | Benjamín Vander Stell Pto Varas |
| Quinteto Extranjero | Devante Wallace Sportiva | Stephen Maxwell UdeC      | Roquez Johnson Los Leones | Manny Payton Sportiva     | Dennis McKinney Colo-Colo       |
| Quinteto Defensivo  | Stephen Maxwell UdeC     | Sebastián Carrasco UdeC   | Diego Silva UdeC          | Roquez Johnson Los Leones | Alphonso Anderson Las Ánimas    |

## Cronología
| Predecesor: Liga UNO 2024 | Liga UNO 2025 | Sucesor: Liga UNO 2026 |

- Datos: Q130244757